# Sie sind frei, Dr. Korczak
Sie sind frei, Dr. Korczak ist ein deutsch-israelischer Spielfilm aus dem Jahre 1973. Unter der Regie von Aleksander Ford spielte der britische Schauspieler Leo Genn den Titelhelden. Der Film ist auch unter dem Arbeitstitel Der Märtyrer bekannt.

## Handlung
Polen zur Zeit der deutschen Besetzung. Im Warschauer Ghetto leben 1942, auf Befehl der SS, rund eine halbe Million Juden eng zusammengepfercht. Hier betreut der polnische jüdische Arzt und Pädagoge Dr. Korczak etwa 200 Waisenkinder. Immer wieder gelingt es dem ungemein rührigen und um das Wohl der ihm anvertrauten Kinder besorgten Mediziner, viele der Kinder vor dem längst angeordneten Tod zu bewahren. Doch Anfang August 1942 kommt von den deutschen Besatzern der Befehl, das Ghetto zu räumen. Diese Anordnung trifft auch Korczaks Waisenhaus.
Die Kinder sollen zur Verladerampe marschieren und dort in Viehwaggons klettern, um in das Vernichtungslager Treblinka deportiert zu werden. Auf höchste Weisung seitens der Deutschen wird Dr. Korczak gestattet, zurückzubleiben und damit sein Überleben zu sichern. Doch Korczak entscheidet anders: Er will die ihm anvertrauten Schutzbefohlenen nicht ihrem Schicksal überlassen und entschließt sich, sie auf dem Weg in die Gaskammern zu begleiten. Um ihnen die Angst zu nehmen, behauptet er gegenüber den Jungen und Mädchen, dass man einen „Ausflug aufs Land“ unternehmen werde. Korczak stirbt schließlich mit „seinen“ Kindern.

## Historischer Hintergrund und Produktion
Der tatsächlichen Ereignissen im Jahre 1942 nachempfundene Film basiert auf dem letzten Lebensabschnitt des polnischen Arztes Janusz Korczak (1878/79–1942) und seinem unermüdlichen Einsatz für jüdische Waisenkinder im Warschauer Ghetto.
Die Dreharbeiten fanden zwischen dem 25. Juni und dem 13. August 1973 in Berlin und in Israel statt. Die FSK-Prüfung erfolgte am 19. März 1974. Die israelische Uraufführung fand im Oktober 1974 in Tel Aviv statt, die deutsche Erstaufführung war am 10. April 1975 in Bonn. Im Juni 1976 wurde der Film (unter dem Titel The Martyr) schließlich erstmals auch in den USA gezeigt.
Für den polnischen Filmregisseur Aleksander Ford, der zu dieser Zeit in Israel im Exil lebte, war dies sein letzter Kinofilm.
1990 brachte der polnische Regisseur Andrzej Wajda ebenfalls eine Filmbiographie über den Kinderarzt und Waisenhausleiter unter dem Titel Korczak in die Kinos.

## Auszeichnung
Der Film erhielt das Prädikat „besonders wertvoll“.

## Kritik
Kay Wenigers Das große Personenlexikon des Films nannte den Korczak „Leo Genns ergreifendste Rolle“ und lobte Aleksander Fords Regie: „Mit der beachtlichen, vom Berliner Produzenten Artur Brauner in Auftrag gegebenen Inszenierung über eine Anekdote aus dem Warschauer Ghetto, „Sie sind frei, Dr. Korczak“, gelang Ford ein würdiger Abschluss seiner Regie-Karriere. In sehr leisen und umso eindringlicheren Tönen erzählte der Film – ein ergreifendes Plädoyer für Menschlichkeit und Zivilcourage – von der Standhaftigkeit des Arztes und Waisenhausleiters Janusz Korczak – hervorragend gespielt von dem Briten Leo Genn – der es vorzieht, anstatt die ihm angebotene Freiheit zu wählen, mit den ihm anvertrauten Kindern in die Gaskammern von Treblinka zu gehen.“
Das Lexikon des internationalen Films lobte: „Ein mit Bildern aus dem Warschauer Ghetto verbundenes unpathetisches Plädoyer für den Wert des Menschen und wider den Wahnwitz rassistischen Denkens.“